# Савино (Ленинградская область)
Савино — деревня в Борском сельском поселении Бокситогорского района Ленинградской области.

## История
Деревня Савино Михайловского Черенского погоста, упоминается в переписи 1710 года.

САВИНО — деревня Семёновского общества, прихода Черенского погоста. Речка Черенка. 

Крестьянских дворов — 23. Строений — 50, в том числе жилых — 25. Жители занимаются рубкой, возкой и сплавом леса.

Число жителей по семейным спискам 1879 г.: 31 м. п., 48 ж. п.; по приходским сведениям 1879 г.: 50 м. п., 74 ж. п.

В конце XIX — начале XX века деревня административно относилась к Анисимовской волости 5-го земского участка 3-го стана Тихвинского уезда Новгородской губернии.

САВИНО — деревня Семёновского общества, дворов — 29, жилых домов — 41, число жителей: 63 м. п., 76 ж. п.
 
Занятия жителей — земледелие, лесные заработки. Реки Воложба и Черенка. Часовня, мелочная лавка. (1910 год)

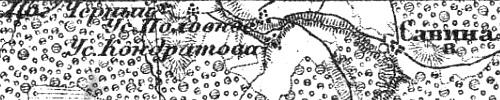
Деревня Савино на карте 1913 года

Согласно карте Новгородской губернии 1913 года, деревня назвалась Савина и состояла из 8 крестьянских дворов.
По данным 1933 года деревня  Савино входила в состав Дмитриевского сельсовета Дрегельского района Ленинградской области.
С 5 июля 1944 года Дрегельский район находился в составе Новгородской области. 5 июля 1956 года Указом Президиума Верховного Совета РСФСР № 713/2 Дмитровский и Мозолевский сельсоветы были переданы из состава Дрегельского района Новгородской области в Бокситогорский район Ленинградской области.
По данным 1966, 1973 и 1990 годов деревня Савино входила в состав Мозолёвского сельсовета Бокситогорского района.
В 1997 году в деревне Савино Мозолёвской волости проживали 10 человек, в 2002 году — 6 человек (все русские).
В 2007 году в деревне Савино Борского СП проживали 5 человек, в 2010 году — 10.

## География
Деревня расположена в юго-западной части района на автодороге 41К-034 (Пикалёво — Струги — Колбеки).
Расстояние до административного центра поселения — 40 км.
Деревня находится на правом берегу реки Черенка.

## Демография
| 1997 | 2002 | 2007 | 2010 | 2013 | 2014 | 2017 |
| ---- | ---- | ---- | ---- | ---- | ---- | ---- |
| 10   | ↘6   | ↘5   | ↗10  | ↘9   | ↘8   | →8   |

## Инфраструктура
На 2017 год в деревне было зарегистрировано 3 домохозяйства.